# Hormigón impreso

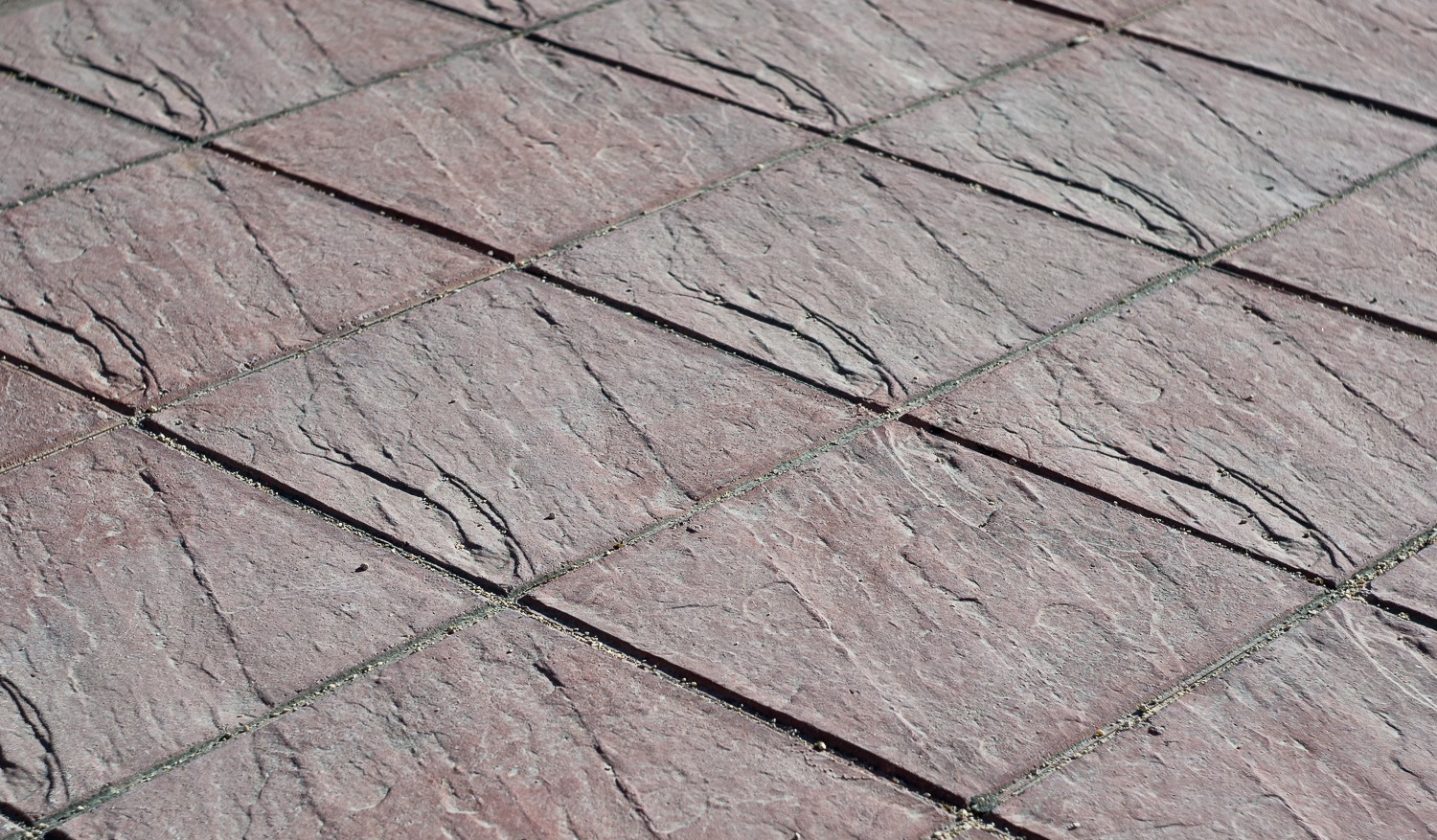
El hormigón impreso como solución ideal para pavimentos en interior o exterior, resistente al desgaste y a cambios de temperatura helada/deshielo

El hormigón impreso es un tipo de pavimento de hormigón al que se le aplica un tratamiento superficial mediante el sistema de estampar, texturar y colorear in situ el hormigón fresco.

## Introducción
El hormigón impreso se conoce desde hace más de 30 años, pero hoy está en boga gracias a la gama de colores y texturas, que permiten hacer pavimentos resistentes, vistosos y duraderos. Al ser impermeable, soporta el ataque de ácidos y manchas de grasa y aceite, además puede utilizarse en zonas muy castigadas por el tránsito, como aceras, parques, rampas, recintos feriales, etc. Estos factores, sumados al casi nulo mantenimiento, explican que triunfe en las viviendas con jardín, desplazando a los pavimentos tradicionales.
El hormigón impreso en realidad es un pavimento continuo con la superficie pigmentada y tiene un bajorrelieve, grabado mientras está fresco mediante moldes de neopreno que simulan las piezas y texturas más variadas. El estampado puede imitar adoquines, piedra, baldosas, pizarra u otras superficies. Al ser antideslizante, también da excelentes resultados en las zonas de circulación peatonal cercanas a las piscinas. 
La clave de este pavimento es la capa superficial endurecedora y coloreada, que viene en polvo ya preparada de fábrica.
Las ventajas son varias, pero las que se destacan son: la impermeabilidad, la resistencia a los rayos UV, la resistencia a los cambios repentinos de temperatura helada/deshielo, longitud, el tiempo de ejecución reducido, la diversidad de los tipos de formas y colores y la singularidad del diseño, porque cada trabajo de hormigón impreso es único. Además, también podemos utilizar el revestimientos de hormigón para decorar paredes.

## Preparación del terreno
La calidad de la superficie de apoyo es un factor de suma importancia que afecta al comportamiento y durabilidad del pavimento. En consecuencia, esta capa de apoyo estará perfectamente nivelada y compactada, alcanzando el 100 % de acuerdo al ensayo de compactación Proctor. Debe tener el grado de humedad adecuado en el momento de la colocación del hormigón.
Para poder ser empleado deberá reunir las siguientes condiciones:
- Deberá ser estable y no alterarse a la intemperie.
- Proporcionar al hormigón una coloración uniforme.
- Ser químicamente compatible con la cal y no descomponerse bajo la acción de la misma liberada durante el fraguado del cemento.
- No alterar las resistencias mecánicas del hormigón ni la estabilidad del volumen.
- Reaccionar con el cemento y agua del hormigón, embebiéndose en el mismo.
- Dotar de gran resistencia superficial al hormigón.

### Agente liberador (release agent) R. A.
Para poder ser empleado deberá reunir las siguientes condiciones:
- No alterar ninguna de las propiedades del hormigón.
- Deberá ser estable.
- Tendrá que ser químicamente compatible con el producto colorante.
- Servirá al hormigón como producto impermeabilizante impidiendo el paso del agua a la vez que le dota de mayor resistencia a las heladas.
- Igualmente será un elemento de curado que impedirá la rápida evaporación del agua del hormigón.
- Servirá de material desencofrante para los moldes de imprimir.[1]

### La resina de acabado
Para poder ser empleada deberá reunir las siguientes condiciones:
- Penetrará dentro de los poros del hormigón sellando la superficie, formando una capa duradera y resistente a las heladas.
- Mejorará la resistencia a la abrasión.
- Deberá ser aplicada a una temperatura mínima de 5 °C y máxima de 30 °C.

## El hormigón
La fabricación y puesta a punto del hormigón impreso es la misma que la de los hormigones utilizados en edificación, por lo tanto se realizará de acuerdo con las indicaciones del artículo 69 de la vigente Instrucción Española del Hormigón Estructural (EHE) o normativa que lo sustituya.
- La resistencia del hormigón debe ser preferentemente igual o superior a 220kg/cm², no siendo admisible utilizar hormigones con resistencia inferior a 200 kg/cm².
- La relación agua/cemento no debe ser superior a 0,55 ya que relaciones mayores presentan mayor peligro de figuración por retracción.
- La consistencia del hormigón será blanda.
- El TM (tamaño máximo del árido) será preferentemente de 12 mm.
- La limpieza y calidad de los áridos debe estar regulada por la EHE y en particular el árido fino deberá ser cuarzo u otro material de, al menos, la misma dureza.
- El agua de amasado deberá ser limpia y potable, no permitiendo aquellas que contengan sulfatos o hidratos de carbono.